# ألان كيل
ألان كيل (بالإنجليزية: Allan Kell)‏ هو لاعب كرة قدم بريطاني في مركز نصف الجناح، ولد في 9 أبريل 1949 في Spennymoor ‏ في المملكة المتحدة. لعب مع دارلينجتون إف سى.